# Viscosidad

Simulación de líquidos con diferentes viscosidades. El líquido de la derecha tiene una viscosidad mayor que el líquido de la izquierda.

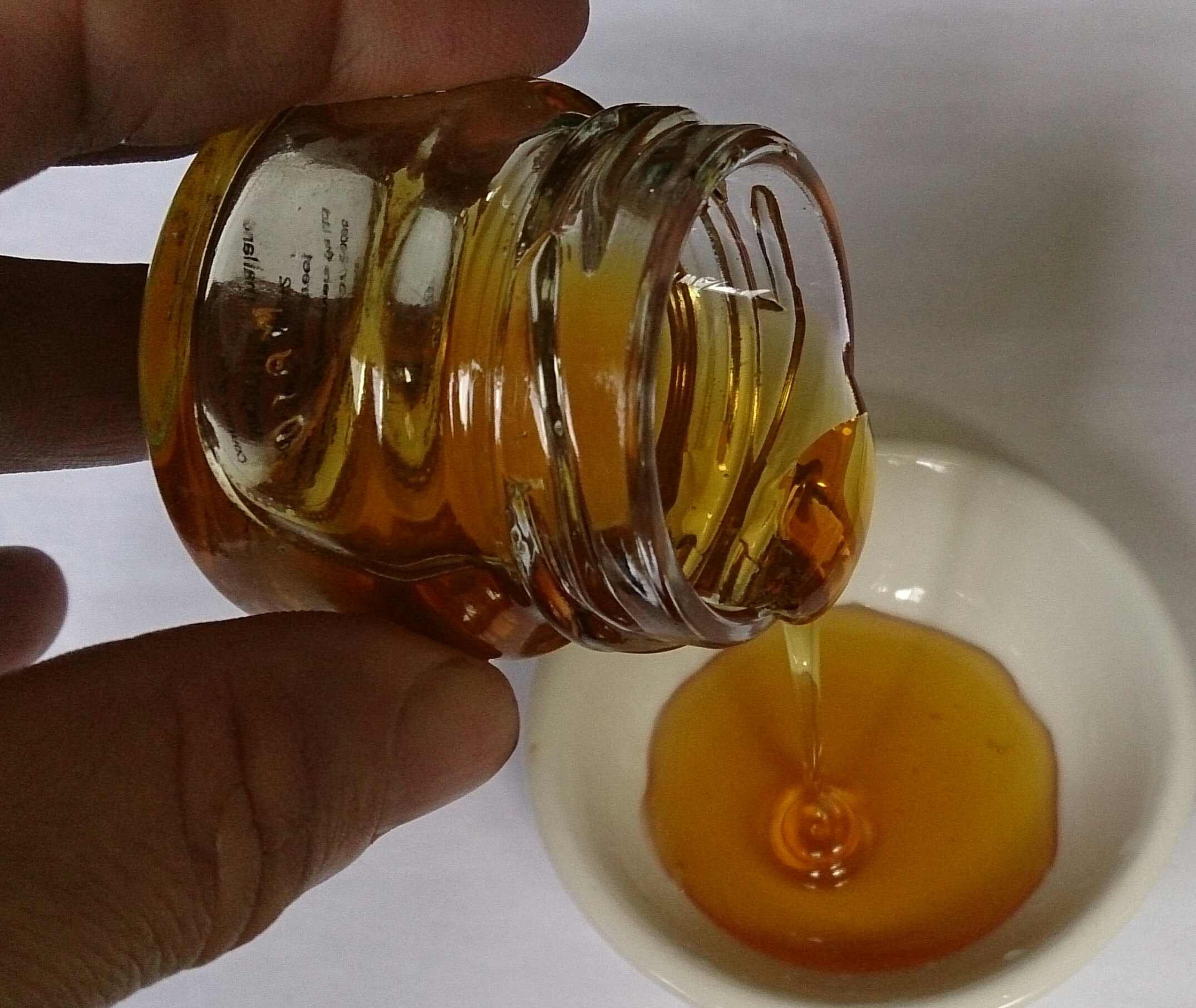
Ciertos fluidos como, por ejemplo, la miel muestran una viscosidad mayor que el agua.

La viscosidad de un fluido es una medida de su resistencia a las deformaciones graduales producidas por tensiones cortantes o tensiones de tracción en un fluido. Por ejemplo, la miel tiene una viscosidad dinámica mucho mayor que la del agua. La viscosidad dinámica de la miel es 70 centipoises y la viscosidad dinámica del agua es 1 centipoise a temperatura ambiente. 
La viscosidad es una propiedad física característica de todos los fluidos, la cual emerge de las colisiones entre las partículas del fluido que se mueven a diferentes velocidades, provocando una resistencia a su movimiento según la Teoría cinética. Cuando un fluido se mueve forzado por un tubo liso, las partículas que componen el fluido se mueven más rápido cerca del eje longitudinal del tubo, y más lentas cerca de las paredes. Por lo tanto, es necesario que existan unas tensiones cortantes para sobrepasar la resistencia debida a la fricción entre las capas del líquido y la condición de no deslizamiento en el borde de la superficie, y que el fluido se siga moviendo por el tubo de rugosidad mínima. En caso contrario, no existiría el movimiento. 
Un fluido que no tiene viscosidad es un superfluido. Ocurre que en ciertas condiciones el fluido no posee la resistencia a fluir o es muy baja y el modelo de viscosidad nula es una aproximación que se verifica experimentalmente.
La viscosidad de algunos fluidos se mide experimentalmente con viscosímetros y reómetros. La parte de la física que estudia la deformación debido a esfuerzos externos en los fluidos es la reología. Los esfuerzos internos son las reacciones que se generan por la fricción existente entre las capas de fluido. 
Solo existe en líquidos y gases (fluidos). Se representa por la letra griega μ. Se define como la relación existente entre el gradiente negativo de velocidad local que es la fuerza impulsora para el transporte de cantidad de movimiento, y el flujo neto de cantidad de movimiento que es la relación entre el esfuerzo cortante y el área de placa que atraviesan las moléculas. Esta relación también se denomina densidad de flujo viscoso de cantidad de movimiento y, por lo visto, sigue la dirección de la velocidad decreciente, o sea va de una región de alta velocidad a otra de baja velocidad. En caso de que el flujo sea turbulento, se suma a la viscosidad molecular la Viscosidad de remolino de Boussinesque, que significa que el efecto del Flujo turbulento se suma al del flujo laminar. Esta es función de la posición.

## Etimología
La palabra "Viscosidad" viene del latín viscum ("muérdago"). Viscum también se refiere al pegamento viscoso derivado de las bayas de muérdago.  

## Líquidos
Los fluidos que siguen las leyes de Newton se denominan fluidos newtonianos. Los líquidos que no siguen esta forma son pastas, suspensiones y polímeros de elevado peso molecular. La viscosidad generalmente disminuye con el aumento de temperatura porque la distancia entre las moléculas es pequeña y recorren distancias muy pequeñas entre ellas por lo que el choque efectivo es la forma de transferencia.

## Gases
La viscosidad de gases con baja densidad aumenta al aumentar la temperatura.

## Transporte de impulso
La teoría del transporte proporciona una interpretación alternativa de la viscosidad en términos de transporte de cantidad de movimiento: la viscosidad es la propiedad material que caracteriza el transporte de cantidad de movimiento dentro de un fluido, tal como la conductividad térmica caracteriza el transporte calor, y difusividad (masa) caracteriza el transporte de masa. Esta perspectiva está implícita en la ley de la viscosidad de Newton, {\displaystyle \tau =\mu (\partial u/\partial y)}, donde {\displaystyle \tau } es el esfuerzo cortante (tiene unidades equivalentes a un flujo de impulso, es decir, impulso por unidad de tiempo por unidad de área), {\displaystyle u} es la velocidad del fluido y la coordenada {\displaystyle y} es perpendicular a la velocidad. Por lo tanto, {\displaystyle \tau } puede interpretarse como la especificación del flujo de cantidad de movimiento en la dirección {\displaystyle y} de una capa fluida a la siguiente. Según la ley de viscosidad de Newton, este flujo de cantidad de movimiento ocurre a través de un gradiente de velocidad, y la magnitud del flujo de cantidad de movimiento correspondiente está determinada por la viscosidad.
La analogía con la transferencia de calor y masa puede hacerse explícita. Así como el calor fluye de alta temperatura a baja y la masa fluye de alta densidad a baja, el impulso fluye de alta velocidad a baja. Todos estos comportamientos se describen mediante expresiones compactas, llamadas relaciones constitutivas, cuyas formas unidimensionales se dan aquí:
{\displaystyle {\begin{aligned}\mathbf {J} &=-D{\frac {\partial \rho }{\partial x}}&&{\text{(Ley de difusión de Fick)}}\\[5pt]\mathbf {q} &=-k_{t}{\frac {\partial T}{\partial x}}&&{\text{(Ley de Fourier de la conducción del calor)}}\\[5pt]\tau &=\mu {\frac {\partial u}{\partial y}}&&{\text{(ley de Newton de la viscosidad)}}\end{aligned}}}
donde {\displaystyle \rho } es la densidad, {\displaystyle \mathbf {J} } y {\displaystyle \mathbf {q} } son los flujos de masa y calor, y {\displaystyle D} y {\displaystyle k_{t}} son la difusividad de masa y la conductividad térmica. El hecho de que el transporte de masa, cantidad de movimiento y energía (calor) se encuentre entre los procesos más relevantes de la mecánica de medios continuos no es una coincidencia: se encuentran entre las pocas cantidades físicas que se conservan a nivel microscópico en las colisiones entre partículas. Por lo tanto, en lugar de estar dictada por la escala de tiempo de interacción microscópica rápida y compleja, su dinámica ocurre en escalas de tiempo macroscópicas, como se describe en las diversas ecuaciones de la teoría del transporte y la hidrodinámica.

## Viscosidad cinemática
Se conoce también otra viscosidad, denominada viscosidad cinemática, y se representa por letra griega ν (ni). Para calcular la viscosidad cinemática basta con dividir la viscosidad dinámica por la densidad del fluido:

{\displaystyle \nu ={\frac {\mu }{\rho }}}

{\displaystyle [\nu ]={\frac {(longitud)^{2}}{tiempo}}={\frac {m^{2}}{s}}=\mathrm {{\frac {\rm {N\cdot m}}{\rm {kg}}}\cdot s} =\mathrm {{\frac {\rm {J}}{\rm {kg}}}\cdot s} =} energía específica multiplicada por el tiempo.

## Fluido no newtoniano
Se trata de gases y líquidos polimerizados, substancias asfálticas, materiales pastosos, cristalinos y suspensiones. Si la viscosidad disminuye al aumentar el gradiente de velocidad el comportamiento se denomina pseudoplástico y dilatante cuando aumenta al aumentar dicho gradiente. Si la viscosidad es independiente del gradiente de velocidad, el fluido se comporta como newtoniano. Se han propuesto diversos modelos para expresar la relación que existe, en estado estacionario, entre el gradiente negativo de velocidad local y la densidad de flujo viscoso de cantidad de movimiento. Los parámetros empíricos positivos pueden obtenerse correlacionando la densidad de flujo viscoso de cantidad de movimiento con el gradiente negativo de velocidad local a temperatura y presión constantes. Surgen del empirismo al ajustar las curvas y resulta aventurado utilizar en un rango que no sea el de obtención. Los valores de los parámetros reológicos también son función de la temperatura, presión y gradiente negativo de velocidad local por lo que hay que aclarar las condiciones en que se obtienen. Cuando el estado no es estacionario, si al aplicar repentinamente un esfuerzo cortante la viscosidad comienza a disminuir el fluido es tixotrópico y si comienza a aumentar es reopéctico. Cuando al cesar el esfuerzo cortante recupera en forma parcial sus propiedades es viscoelástico. 

### Modelo de Bingham
El plástico de Bingham permanece rígido mientras el esfuerzo cortante es menor a un determinado valor, por encima del cual se comporta similar a un fluido newtoniano. Se utiliza para pastas y suspensiones finas. 

### Modelo de Ostwald de Waele
Se utilizar para modelar fluidos pseudoplásticos y dilatantes convirtiendo la viscosidad en una función del gradiente de velocidad local de manera que cuando aumenta la velocidad local, la densidad de flujo viscoso disminuye para fluidos pseudoplásticos y aumenta para fluidos dilatantes.

### Modelo de Eyring
El modelo de Eyring predice el comportamiento de fluidos pseudoplásticos para valores finitos de densidad de flujo viscosos y se convierte en la ley de viscosidad de Newton cuando la densidad de flujo viscoso tiende hacia cero. 

### Modelo de Ellis
Presenta una gran flexibilidad porque se convierte en la Ley de Newton y en la Ley de la Potencia dependiendo de los valores que adquieren las constantes. 

### Modelo de Reiner-Philippoff
Para valores muy bajos o muy elevados del gradiente de velocidad local obedece a la Ley de Newton.

## Explicación de la viscosidad
Imaginemos un bloque sólido (no fluido) sometido a una fuerza tangencial (por ejemplo: una goma de borrar sobre la que se sitúa la palma de la mano que empuja en dirección paralela a la mesa). En este caso, el material sólido (a) opone una resistencia a la fuerza aplicada, pero se deforma (b) tanto más cuanto menor sea su rigidez.
Si imaginamos que la goma de borrar está formada por delgadas capas unas sobre otras, el resultado de la deformación es el desplazamiento relativo de unas capas respecto de las adyacentes, tal como muestra la figura (c).
En los líquidos, el pequeño rozamiento existente entre capas adyacentes se denomina viscosidad. Es su pequeña magnitud la que le confiere al fluido sus peculiares características; así, por ejemplo, si arrastramos la superficie de un líquido con la palma de la mano como hacíamos con la goma de borrar, las capas inferiores no se moverán o lo harán mucho más lentamente que la superficie ya que son arrastradas por efecto de la pequeña resistencia tangencial, mientras que las capas superiores fluyen con facilidad. Igualmente si revolvemos con una cuchara un recipiente grande con agua en el que hemos depositado pequeños trozos de corcho, observaremos que al revolver en el centro también se mueve la periferia y al revolver en la periferia también dan vueltas los trocitos de corcho del centro; de nuevo, las capas cilíndricas de agua se mueven por efecto de la viscosidad, disminuyendo su velocidad a medida que nos alejamos de la cuchara.

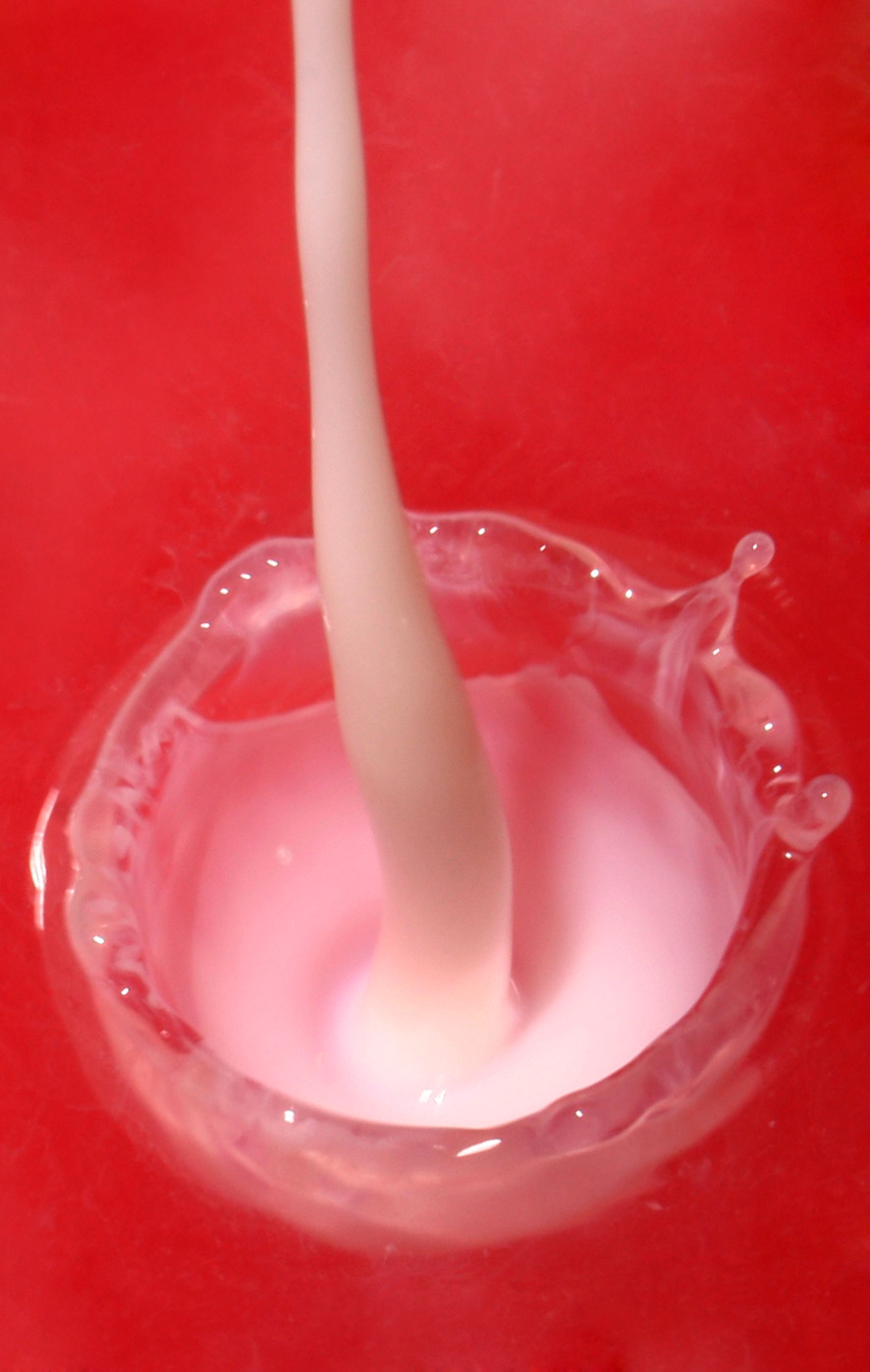
Ejemplo de la viscosidad de la leche y el agua. Líquidos con altas viscosidades no forman salpicaduras.

Cabe señalar que la viscosidad solo se manifiesta en fluidos en movimiento, ya que cuando el fluido está en reposo adopta una forma tal en la que no actúan las fuerzas tangenciales que no puede resistir. Es por ello por lo que llenado un recipiente con un líquido, la superficie del mismo permanece plana, es decir, perpendicular a la única fuerza que actúa en ese momento, la gravedad, sin existir por tanto componente tangencial alguna.
Si la viscosidad fuera muy grande, el rozamiento entre capas adyacentes lo sería también, lo que significa que estas no podrían moverse unas respecto de otras o lo harían muy poco, es decir, estaríamos ante un sólido. Si por el contrario la viscosidad fuera cero, estaríamos ante un superfluido que presenta propiedades notables como escapar de los recipientes aunque no estén llenos (véase Helio-II).
La viscosidad es característica de todos los fluidos, tanto líquidos como gases, si bien para los gases suele ser al menos un orden de magnitud menor.

## Expresiones cuantitativas
Existen diversos modelos de viscosidad aplicables a sustancias que presentan comportamientos viscosos de diferente tipo. El modelo o tipo de fluido viscoso más sencillo de caracterizar es el fluido newtoniano, que es un modelo lineal (entre el gradiente de velocidades y las tensiones tangenciales) pero también existen modelos no lineales con adelgazamiento o espesamiento por cortante o como los plásticos de Bingham.

### Fluido newtoniano

Esquema que permite entender la resistencia al avance de una placa horizontal sobre la superficie de un fluido newtoniano.

En un fluido newtoniano la fuerza de resistencia experimentada por una placa que se mueve, a velocidad constante {\displaystyle (u)} por la superficie de un fluido viene dada por:
| Símbolo                        | Nombre                                            |
| ------------------------------ | ------------------------------------------------- |
| {\displaystyle F}              | Fuerza cortante                                   |
| {\displaystyle \mu }           | Viscosidad dinámica                               |
| {\displaystyle A}              | Área                                              |
| {\displaystyle u}              | Velocidad constante                               |
| {\displaystyle y}              | Separación                                        |
| {\displaystyle {\frac {u}{y}}} | Tasa de deformación de corte (Velocidad de corte) |

Esta expresión se puede reescribir en términos de tensiones tangenciales sobre la placa como:

{\displaystyle \tau _{xy}=\mu {\frac {\partial u}{\partial y}}}

donde {\displaystyle u} es la velocidad del fluido.
Al representar gráficamente el esfuerzo de corte frente al gradiente negativo de velocidad local se obtiene una línea recta que pasa por el origen de coordenadas y cuya pendiente es la viscosidad a una temperatura y presión. Esto ocurre en líquidos y gases no polimerizados.

## Unidades

### Viscosidad dinámica,μ
Relaciona el esfuerzo o tensión local en un fluido en movimiento con la velocidad de deformación de las partículas fluidas. La viscosidad de un fluido es la resistencia a que las distintas láminas deslicen entre sí.
La viscosidad dinámica, designada como μ, se mide, en unidades del Sistema Internacional, en pascal-segundo (Pa·s), o N·s·m-2, o kg·m−1·s−1. 
En el Sistema Cegesimal se utiliza el poise (P).
1 poise = 1 [P] = 10-1 [Pa·s] = [10-1 kg·s-1·m-1]
A continuación se muestran valores de viscosidad dinámica para algunos fluidos:
| Gas (a 0 °C): | Viscosidad dinámica μ [Pa·s] |
| ------------- | ---------------------------- |
| Hidrógeno     | 0,00084                      |
| Aire          | 0,0000174                    |
| Xenón         | 0,000212                     |
| Agua (20 °C)  | 0,001                        |

### Viscosidad cinemática,ν
La viscosidad cinemática, designada como letra griega ν (ni), se mide, en unidades del Sistema Internacional, en metros cuadrados por segundo {\textstyle \left({m^{2}}{\big /}{s}\right)}.
En el Sistema Cegesimal utiliza el stokes {\textstyle \left({St}\right)}.

## Influencia de la temperatura y la presión
Las correlaciones utilizadas se basan en el principio de los estados correspondientes. Una correlación es la viscosidad reducida o sea la viscosidad a una determinada presión y temperatura dividida por la viscosidad correspondiente al punto crítico en función de la temperatura  reducida y la presión reducida. Se observa que la viscosidad del gas tiende hacia el límite de baja densidad cuando la presión tiende a cero a una determinada temperatura. Para la mayor parte de los gases se alcanza a 1 atm de presión. La viscosidad crítica se estima por los siguientes métodos: i) si se conoce el valor de la viscosidad para una cierta temperatura y presión reducidas, a ser posible en las condiciones más cercanas a las que se buscan se utiliza la correlación. ii) si sólo se conocen los valores críticos de p-V-T la viscosidad crítica se estima empíricamente. La otra correlación es la viscosidad numeral que es la relación entre la viscosidad a una determinada temperatura y presión dividida por la viscosidad a misma temperatura pero a la presión atmosférica en función de la temperatura y presión reducidas. La viscosidad a una temperatura y presión atmosférica se estima a partir de la Teoría de los Gases Diluidos.   